# Pelastoneurus bequarti
Pelastoneurus bequarti är en tvåvingeart som beskrevs av Van Duzee 1933. Pelastoneurus bequarti ingår i släktet Pelastoneurus och familjen styltflugor.
Artens utbredningsområde är Guatemala. Inga underarter finns listade i Catalogue of Life.